# سبنسر مكلينان
سبنسر مكلينان هو لاعب كرة القدم الكندية كندي، ولد في 10 أكتوبر 1966 في كيلونا في كندا.